# Sarupathar
Sarupathar è una suddivisione dell'India, classificata come town committee, di 9.827 abitanti, situata nel distretto di Golaghat, nello stato federato dell'Assam. In base al numero di abitanti la città rientra nella classe V (da 5.000 a 9.999 persone).

## Società

### Evoluzione demografica
Al censimento del 2001 la popolazione di Sarupathar assommava a 9.827 persone, delle quali 5.444 maschi e 4.383 femmine. I bambini di età inferiore o uguale ai sei anni assommavano a 1.103, dei quali 610 maschi e 493 femmine. Infine, coloro che erano in grado di saper almeno leggere e scrivere erano 7.918, dei quali 4.562 maschi e 3.356 femmine.